# Salvatore Carcano
Salvatore Carcano, italijanski častnik, orožar in izumitelj, * 11. oktober 1827, Varese, † 1903, Torino.
Salvatore Carcano je moral zaradi očetove smrti že kmalu prenehati s šolanjem in se je leta 1837 kot desetletni otrok zaposlil, da je pomagal preživljati družino. 
Aprila 1848 je prostovoljno vstopil v oborožene sile in se pridružil artileriji. Zaradi izjemne hrabrosti v petdnevnem spopadu za Milano (»Cinque Giornate di Milano«), v katerem je Avstrijsko cesarstvo izgubilo to pomembno mesto, je napredoval v desetnika. Januarja 1849 se je preselil v Piedmont, kjer so ga poslali v kadetsko šolo kraljeve sardinske artilerije. Zaradi svoje sposobnosti je že leta 1851 postal narednik v »delavskem polku«, leta 1852, ko so se iztekla tri leta šolanja pa je začel z delom kot »mojster za končno izdelavo in umerjanje topovskih cevi« tretje stopnje v tovarni topov v Torinu. Po nekaj mesecih je napredoval v mojstra druge in nato prve stopnje, kmalu pa je postal vodja oddelka za finomehaniko.
Že takrat je začel z delom na izboljšavi zaklepov na puškah, kjer je našel velik izziv in se ga je lotil skrajno resno in strokovno. Užival je tudi polno podporo vodstva tovarne, ki je za potrebe razvoja prenovilo del tovarne in nakupilo stroje, sam Carcano pa je skonstruiral veliko strojev za izdelavo cevi, bajonetov in merkov. Približno v tem času je začel Salvatore tudi konstruirati svojo prvo kratko puško.
Leta 1854 je ministrski predsednik savojskega kraljestva, Camillo Cavour osebno pri Carcanu naročil izdelavo 50.000 pušk, ki jih je kraljestvo potrebovalo za oborožitev svoje vojske, ki se je ravno takrat borila v Krimski vojni. Salvatore Carcano je svoje izdelke predstavil na torinskem sejmu leta 1858 in za svoje puške z valjastim zaklepom prejel medaljo in diplomo direktorja torinske tovarne, majorja Giovannija Solarija.
Leta 1862 je postal Controllore di Prima Classe, še istega leta pa so ga poslali v Švico, kjer je opravljal dolžnost inšpektorja za pehotno orožje. Leta 1863 je s podobno nalogo odšel v Pariz in ostala večja orožarska mesta v Evropi, le da je tam iskal stroje za izdelavo jeklenih cevi za pehotno orožje. 
Leta 1867 je dobil patent za izdelavo enostrelne zadnjače z valjastim zaklepom, za kar je bil tudi denarno nagrajen. Njegove ideje so sprejeli tako italijanski kot tudi tuji izdelovalci pušk. Od julija 1868 do konca leta 1878 je bil na položaju tehnološkega vodje prve stopnje. 
Leta 1876 je Carcano patentiral nove merke za puške in karabinke, leta 1891 pa je italijanska vlada njegovo puško (Carcano M1891) sprejela v svojo standardno oborožitev in jo poimenovala po njem. 
V zadnjem obdobju svojega življenja se je Carcano ukvarjal z umetno osvetljenimi merki, leta 1896 pa se je upokojil s častniškim činom in leta 1903 umrl v Torinu.